# 丁斯莫爾冰川
64°22′S 59°59′W / 64.367°S 59.983°W

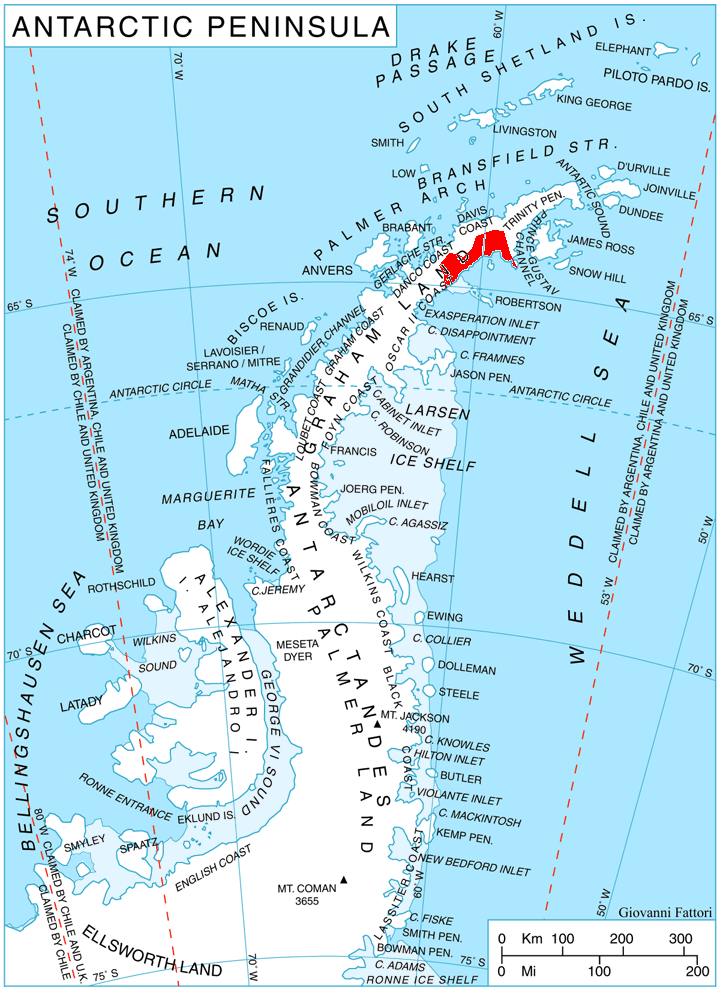

丁斯莫爾冰川是南極洲的冰川，位於葛拉漢地，流經底特律高原，最終注入蒙德拉加灣，該冰川根據英國探險隊的測量被繪入地圖。